# Trebnitz (Teuchern)
Trebnitz ist ein Ortsteil der Einheitsgemeinde Stadt Teuchern im Burgenlandkreis in Sachsen-Anhalt.

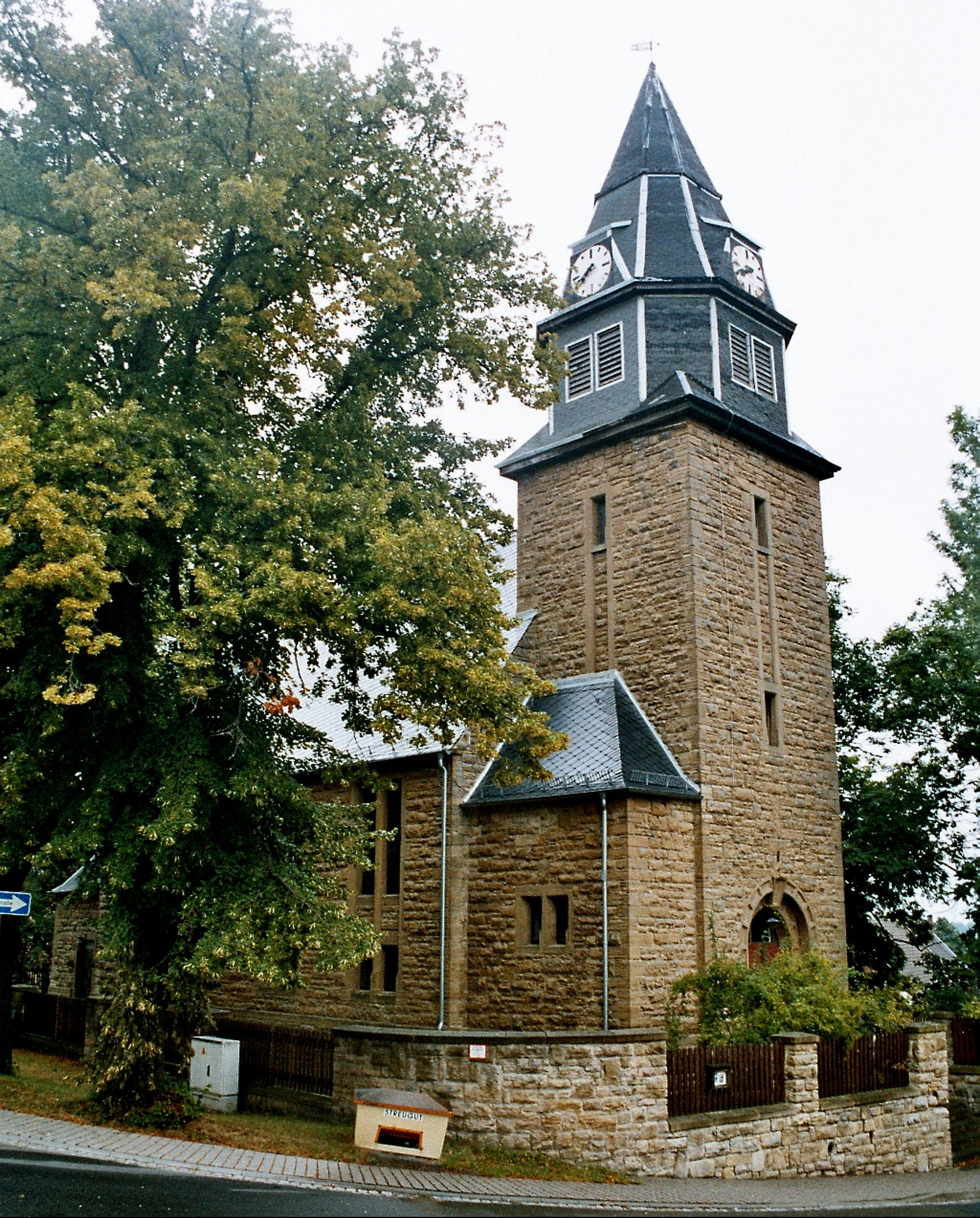
Evangelische Kirche in Trebnitz

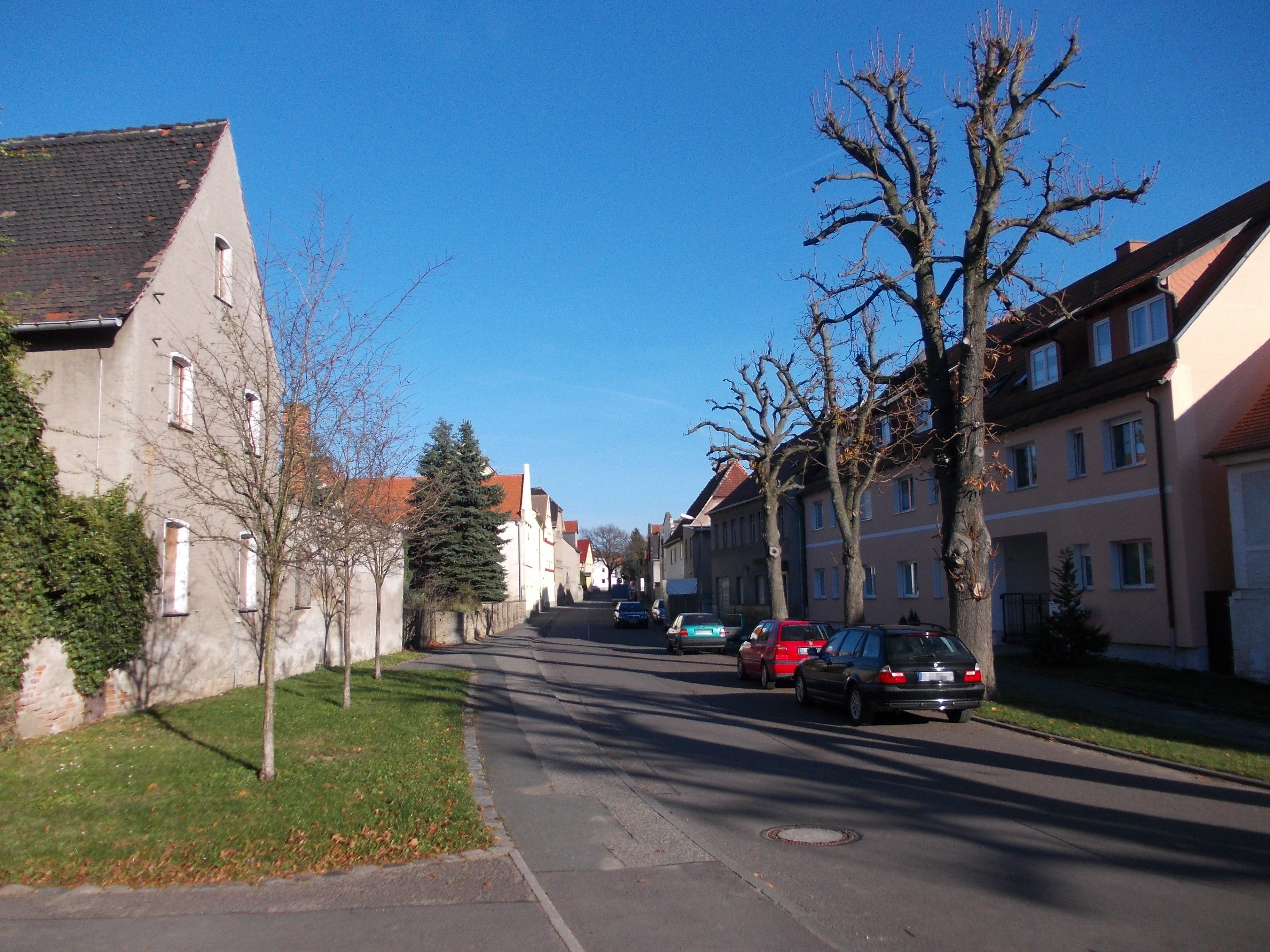
Trebnitzer Dorfstraße

## Geografie
Trebnitz liegt zwischen Weißenfels und Zeitz. Als Ortsteile der Ortschaft sind Trebnitz-Siedlung und Oberschwöditz ausgewiesen. Die Ortschaft liegt westlich der Bundesstraße 91, die von Weißenfels nach Zeitz führt. Trebnitz liegt naher der Bahnstrecke Weißenfels–Zeitz. Nächster Haltepunkt ist Luckenau.

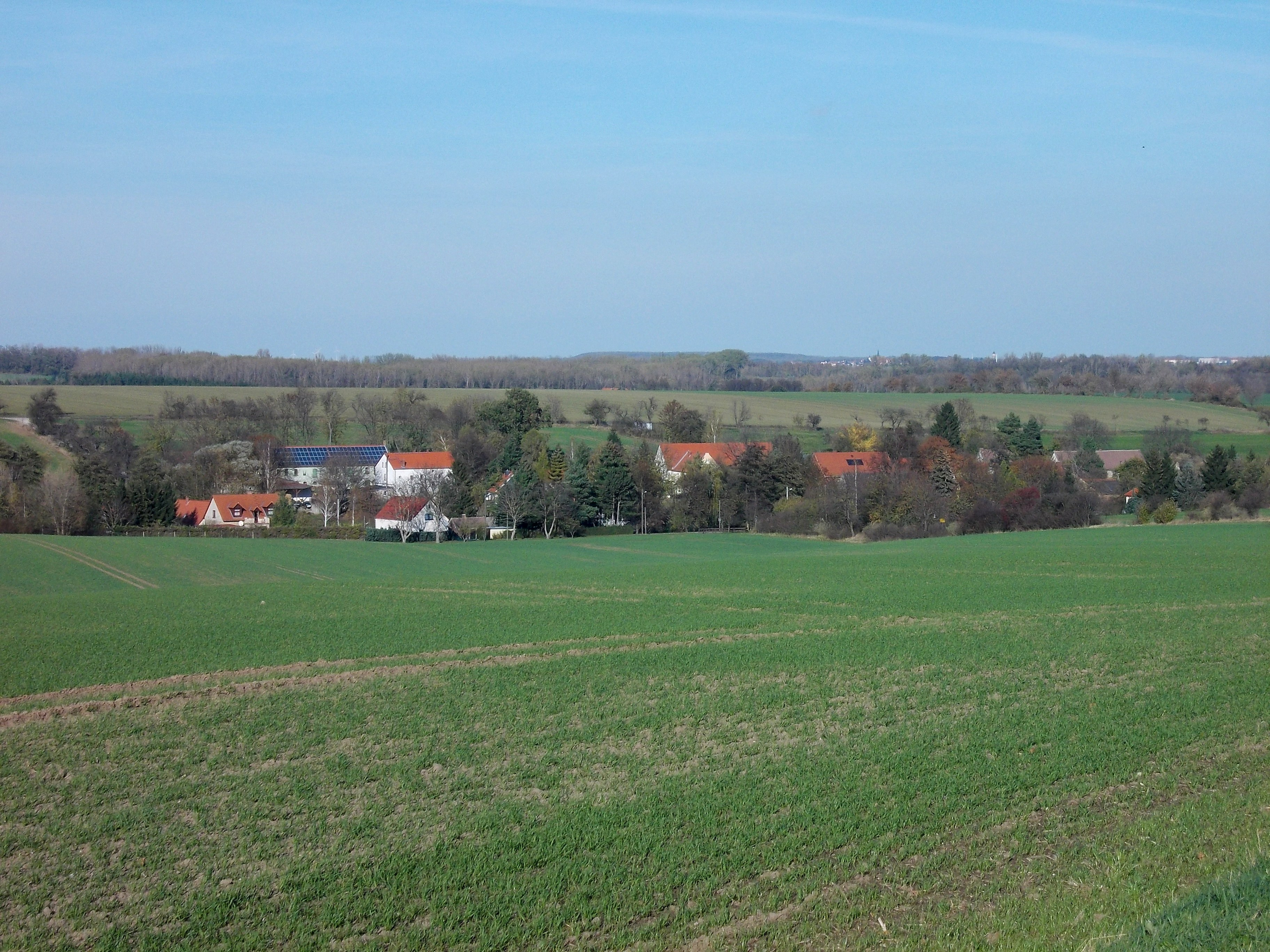
Blick auf Oberschwöditz

## Geschichte
Der Ort wurde erstmals 976 urkundlich als Villa Trebesciz erwähnt, die von Kaiser Otto II. dem Bistum Zeitz geschenkt wurde. Aus der Stadt Teuchern und den Gemeinden Deuben, Gröben, Gröbitz, Krauschwitz, Nessa, Prittitz und Trebnitz wurde zum 1. Januar 2011 per Gesetz die Einheitsgemeinde Stadt Teuchern gebildet. Mit Bildung der neuen Stadt wurden die an der Neubildung beteiligte Stadt und die beteiligten Gemeinden aufgelöst. Außerdem erlosch die Verwaltungsgemeinschaft Vier Berge-Teucherner Land, in der alle vereinigten Gemeinden organisiert waren.

## Politik
Der ehemalige Gemeinderat aus Trebnitz setzte sich aus 8 Ratsfrauen und Ratsherren zusammen.
| Partei      | Sitze |
| ----------- | ----- |
| CDU         | 2     |
| SG Trebnitz | 1     |
| BI          | 3     |
| Die Linke   | 2     |

(Stand: Kommunalwahl am 5. September 2004)
Zum ersten ehrenamtlichen Bürgermeister wurde am 28. Januar 2007 Rüdiger Landgraf gewählt. Am 25. Mai 2014 wurde Bernd Schuster (Die Linke) zum ehrenamtlichen Bürgermeister gewählt.
Seit 1995 besteht eine Partnerschaft mit der Stadt Saint-Jean-Bonnefonds in Frankreich.

## Kultur und Sehenswürdigkeiten
- Evangelische Kirche in Trebnitz
- Wegweiserstein in Oberschwöditz

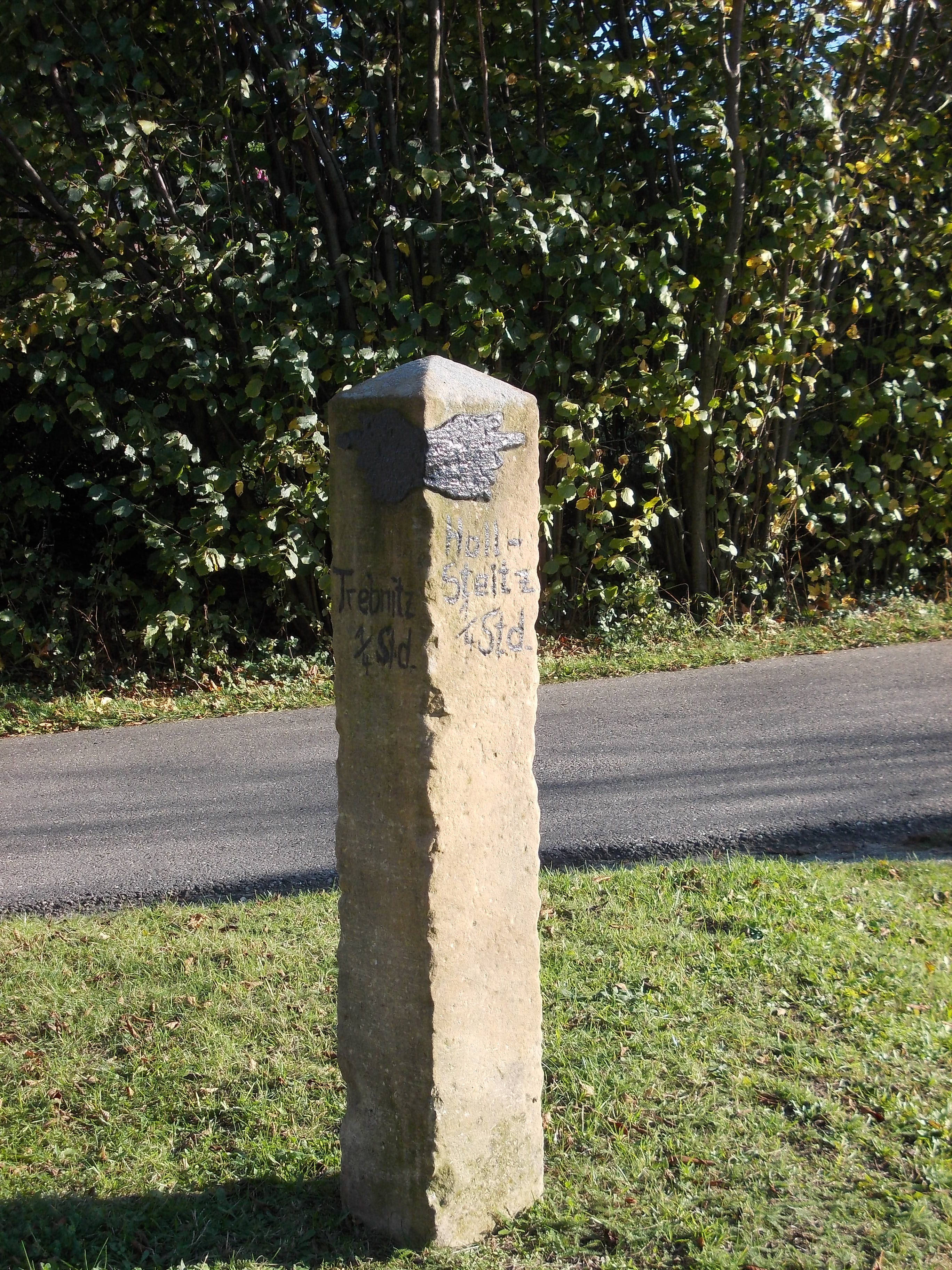
Wegweiserstein in Oberschwöditz

- Gedenkstein aus dem Jahre 1960 sowie die Namensgebung der Schule des Ortes zur Erinnerung an den kommunistischen NS-Gegner Artur Göritz, der 1938 in Berlin-Plötzensee ermordet wurde

## Sport
- SG Trebnitz 1920 e. V. (Fußball)
- Burgenlandkreis Underdogs (American Football)

## Personen
- Wilhelm von Rauchhaupt (1828–1894), Politiker, Reichstagsabgeordneter